# 182592 Jolana
182592 Jolana este un asteroid din centura principală de asteroizi.

## Descriere
182592 Jolana este un asteroid din centura principală de asteroizi. A fost descoperit pe 8 octombrie 2001 la Observatorul Palomar în cadrul programului NEAT. Asteroidul prezintă o orbită caracterizată de o semiaxă mare de 2,62 ua, o excentricitate de 0,07 și o înclinație de 6,7° în raport cu ecliptica.